# Motya aperta
Motya aperta är en fjärilsart som beskrevs av Druce. Motya aperta ingår i släktet Motya och familjen trågspinnare. Inga underarter finns listade i Catalogue of Life.